# São João de Iracema
São João de Iracema este un oraș în São Paulo (SP), Brazilia.